# Pine Hills (Florida)
Pine Hills ist ein census-designated place (CDP) im Orange County im US-Bundesstaat Florida mit 66.111 Einwohnern (Stand: 2020).

## Geographie
Pine Hills grenzt im Osten direkt an die Stadt Orlando. Der CDP wird von den Florida State Roads 50 und 438 durchquert bzw. tangiert.

## Demographische Daten
Laut der Volkszählung 2010 verteilten sich die damaligen 60.076 Einwohner auf 23.237 Haushalte. Die Bevölkerungsdichte lag bei 1895,1 Einw./km². 19,6 % der Bevölkerung bezeichneten sich als Weiße, 67,6 % als Afroamerikaner, 0,5 % als Indianer und 3,8 % als Asian Americans. 5,2 % gaben die Angehörigkeit zu einer anderen Ethnie und 3,4 % zu mehreren Ethnien an. 13,9 % der Bevölkerung bestand aus Hispanics oder Latinos.
Im Jahr 2010 lebten in 44,8 % aller Haushalte Kinder unter 18 Jahren sowie 22,3 % aller Haushalte Personen mit mindestens 65 Jahren. 74,0 % der Haushalte waren Familienhaushalte (bestehend aus verheirateten Paaren mit oder ohne Nachkommen bzw. einem Elternteil mit Nachkomme). Die durchschnittliche Größe eines Haushalts lag bei 3,08 Personen und die durchschnittliche Familiengröße bei 3,54 Personen.
33,1 % der Bevölkerung waren jünger als 20 Jahre, 26,9 % waren 20 bis 39 Jahre alt, 26,1 % waren 40 bis 59 Jahre alt und 13,8 % waren mindestens 60 Jahre alt. Das mittlere Alter betrug 32 Jahre. 47,0 % der Bevölkerung waren männlich und 53,0 % weiblich.
Das durchschnittliche Jahreseinkommen lag bei 36.383 $, dabei lebten 23,3 % der Bevölkerung unter der Armutsgrenze.
Im Jahr 2000 war Englisch die Muttersprache von 73,01 % der Bevölkerung, Spanisch sprachen 12,46 % und 14,53 % hatten eine andere Muttersprache.